# فهيم حسين
فهيم حسين (بالإنجليزية: Faheem Hussain)‏ (و. 1942 – 2009 م) هو باكستاني فيزيائي 
توفي عن عمر يناهز 67 عاماً.

## التعليم
تعلم في جامعة لندن، وكلية فورمان كريستيان

## مناصب وهيئات
أدار كلية لندن الإمبراطورية.